# Romagna

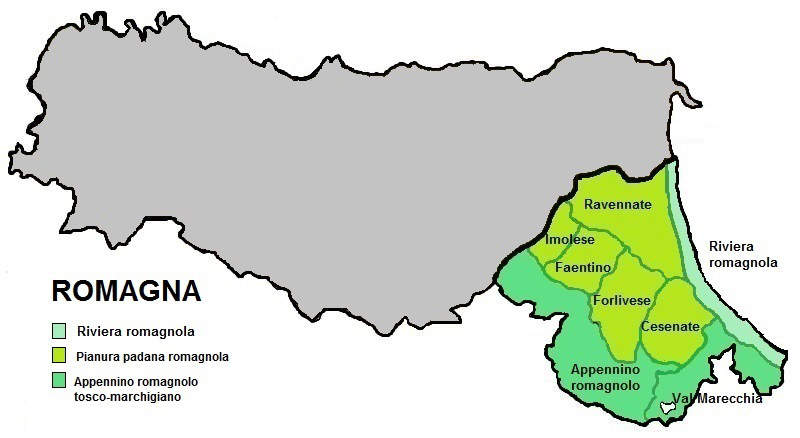
Gebiete der Region Romagna

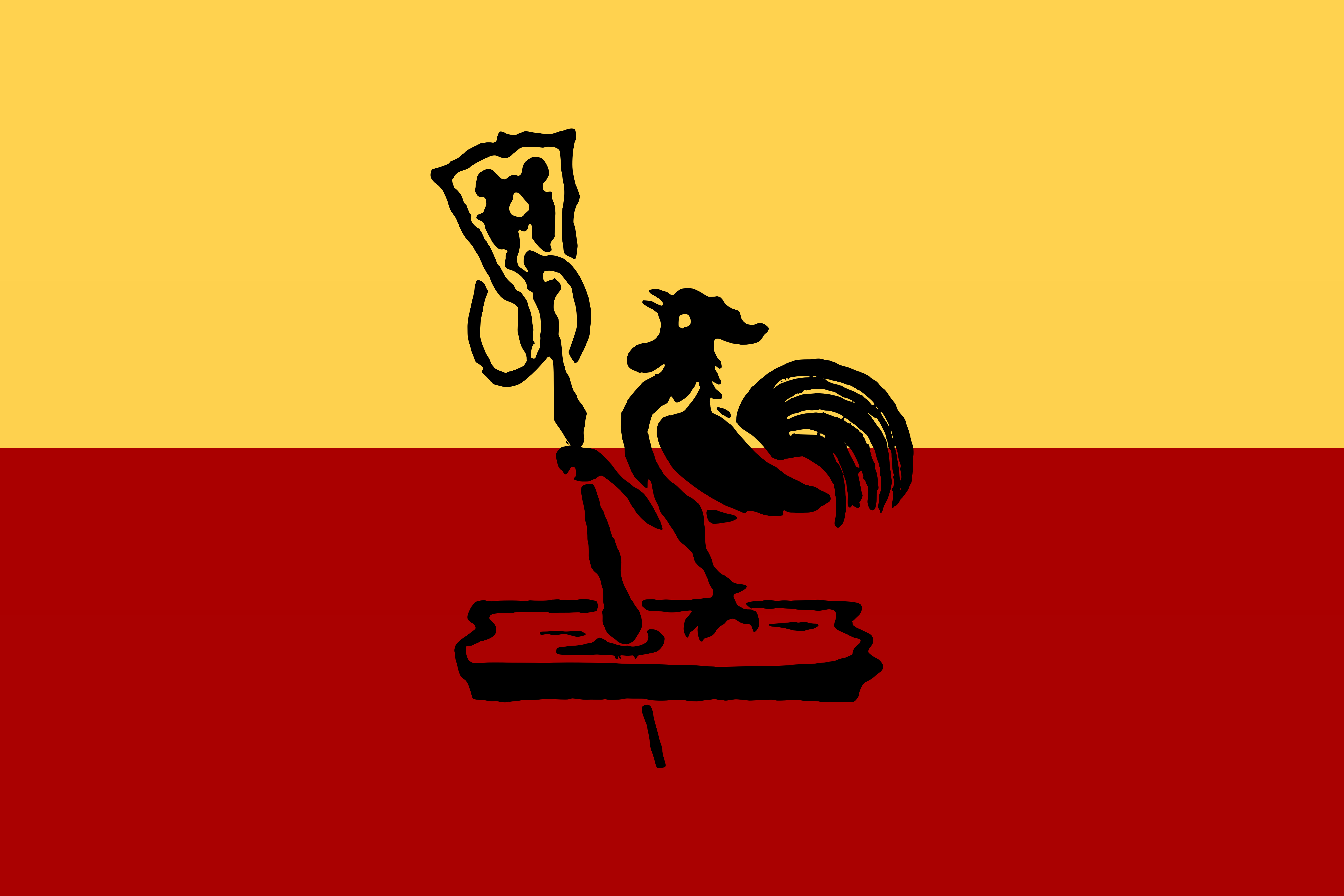
Flagge der Romagna

Die Romagna (deutsch bis zum 19. Jahrhundert auch Romanei) ist eine historische Landschaft in Norditalien zwischen dem Apennin und der Adria, der Republik San Marino und Ravenna, die – mit einer kurzen Unterbrechung – niemals eine politische Einheit darstellte. Bedeutende Städte sind neben Ravenna Imola, Faenza, Cervia, Forlì, Cesena und der Badeort Rimini.
Der Name Romagna ist als Romania in langobardischer Zeit entstanden, womit diese das Gebiet bezeichneten, das unter byzantinischer Hoheit verblieben war (Exarchat von Ravenna), im Gegensatz zu den eigenen Besitzungen, der Langobardia oder Lombardei.
Mit der als Pippinische Schenkung bezeichneten Urkunde (754/756) gelangte der Kirchenstaat in den Besitz der Romagna, den er über Jahrhunderte hinweg nur schwer gegen die Ansprüche der Kaiser einerseits und der oberitalienischen Städte andererseits durchsetzen konnte. Erst der Verzicht Rudolf von Habsburgs auf die Romagna im Jahr 1278 schuf Klarheit. Von Herrschaft der Kirche über die Landschaft konnte jedoch kaum gesprochen werden, weil ihre feudalen Vikare sehr eigenmächtig waren und die Romagna noch auf mehr als zwei Jahrhunderte mit kleinen Herrschaften durchsetzten.
Cesare Borgia, der Sohn des Papstes Alexander VI., versuchte, sich mit der Romagna ein eigenes Herrschaftsgebiet zu schaffen, das Herzogtum Romagna, was ihm in den Jahren zwischen 1499 und 1503 auch gelang. Selbst scheiternd, weil er mit dem Tod seines Vaters unterging, hatte er die alte politische Landschaft zertrümmert. Seine Hinterlassenschaft war ein weiterer Schritt auf dem Weg zur Konsolidierung des Kirchenstaates.
1509 wurde die Romagna dem Kirchenstaat eingegliedert, bei dem sie bis zum Risorgimento auch blieb. Einzige Ausnahme in den 350 Jahren war die Zeit Napoleons, der die Romagna der Cisalpinischen Republik eingliederte (1797), die 1802 in Italienische Republik umbenannt und 1805 zum Königreich Italien wurde; der Wiener Kongress stellte die alte Ordnung auch hier wieder her. 1859 spaltete sich die Romagna unter einer provisorischen Regierung vom Kirchenstaat ab. Für eine sechsmonatige Übergangszeit bildete die Romagna einen unabhängigen Staat mit eigenem Postdienst, bis sie nach einer Volksabstimmung im März 1860 dem Königreich Sardinien beitrat und dadurch 1861 Teil Italiens wurde.

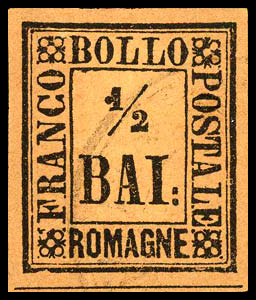
Briefmarke zu ½ Bajocco von 1859

Die Romagna bildet heute mit der Emilia die Region Emilia-Romagna. Zur historischen Romagna gehören die Provinzen Ravenna, Forlì-Cesena, Rimini sowie die Gemeinden Imola, Dozza und das Tal des Santerno in der Metropolitanstadt Bologna.